# Parc Banjan
Le parc Banjan est un parc urbain situé au Mans. Avant la création du parc en 1976, ce coteau bien ensoleillé était planté d'arbres fruitiers et de vignes qui produisaient un petit vin renommé. De cette époque subsistent trois vieux pommiers et un poirier. Le jardin s'est ensuite organisé avec aires de jeux et bassins. Il conserve malgré tout son aspect de bocage sarthois avec ses grandes étendues d'herbe vallonnées, ses platanes, ses tilleuls et de vieux chênes. Entrées par les rues de Sargé, des Terrasses, Banjan et des Maillets.

## Liens
Site internet de la ville du Mans